# Битва при Захле
Битва при Захле (араб. معركة زحلة‎) — военные действия в Ливане между правохристианскими Ливанскими силами и сирийскими войсками с декабря 1980 по июнь 1981. Велась за контроль над стратегически важным городом Захла (Захле) в Бекаа. Завершилась стратегической победой «Ливанских сил». Являлась крупнейшим сражением второго этапа гражданской войны в Ливане.

## Предыстория и контекст
С 1975 года в Ливане шла гражданская война между правохристианскими и «левомусульманскими» силами. В неё активно вмешалась Сирия. Режим Хафеза Асада использовал внутренний ливанский конфликт для оккупации значительной части страны и претендовал на установление полного военно-политического контроля над Ливаном.
Сирийские войска попеременно поддерживали то одну, то другую сторону, расширяя собственную зону контроля. В 1976—1977 годах сирийцы в основном помогали правохристианам. С 1978 года, после Стодневной войны, положение изменилось. Правохристиане, прежде всего фалангистская партия Катаиб, выступали против Сирии под лозунгами защиты суверенитета Ливана.
Эденская резня 1978 года и Резня в Сафре 1980 года консолидировали правохристианский лагерь в под эгидой Катаиб и персонально Башира Жмайеля. Вооружённые формирования Ливанского фронта сгруппировались в Ливанских силах по программе «единой винтовки». С другой стороны, «левомусульманские» организации — ЛНД, ООП — стали примыкать к сирийскому оккупационному контингенту.
Долина Бекаа, восточный регион Ливана, была оккупирована сирийскими войсками с весны 1976. Однако под контролем «Ливанских сил» оставался город Захла (Захле), центр мухафазы Бекаа. Крупный ливанский город, расположенный на значительной горной высоте, имел важное стратегическое значение. Контроль над Захлой позволял обстреливать и атаковать любой пункт в Бекаа, перерезать сообщение между Дамаском и Бейрутом. Особую тревогу сирийских военных вызывало сближение ливанских правохристиан с Израилем. Возможная передача стратегического ресурса Захле в распоряжение ЦАХАЛ резко усилила бы израильскую группировку на Голанских высотах. Тревога сирийцев усилилась после того, как стало известно, что Ливанские силы начали строительство дороги Баскинта - Захле, что позволило бы напрямую связать город с зоной христианского контроля в Горном Ливане.
К концу 1980 в министерстве обороны и генеральном штабе вооружённых сил САР созрело решение о захвате Захле. Со своей стороны политическое руководство Ливанского фронта и командование «Ливанских сил» решили любой ценой Захле отстоять.

## Силы сторон

### Ливанские силы
Регулярные формирования «Ливанских сил» в Захле в начале 1981 насчитывали около 200 боевиков, однако в распоряжении командования были до 3000 человек городского ополчения. На их стороне воевали также около 80 жандармов из правительственных Сил внутренней безопасности.
Население Захле составляло от 20000 до 150000 человек (такой разброс данных объясняется различными методиками подсчёта — учитываются либо только кварталы городской черты, либо также прилегающие селения). Порядка 90 % из них — ливанские христиане, сторонники «Ливанских сил». В защите города участвовало практически всё взрослое население, привлечённое к строительству укреплений, снабжению войск, размещению бойцов, оказанию медицинской помощи.
Основным вооружением защитников Захле являлись американские винтовки М16, автоматы АК-47 советского производства, РПГ и миномёты различных моделей. Из артиллерии преобладали безоткатные орудия Б-10. Главную роль в оборонительных боях играли противотанковые ружья.

### Сирийские войска
Общая численность сирийских подразделений, расположенных при Захле, достигала 20000 человек. Эти силы включали одну танковую, две мотострелковые бригады, две бригады спецназа.
Непосредственно к городу были выдвинуты два батальона спецназа и один танковый батальон. Впоследствии эта группировка усилилась пятью батальонами спецназа, артиллерийским и танковым. Около 100 сирийских военных, оснащённых советскими БМП, в начале конфликта находились в самой Захле. Единовременно в боях участвовали 2000—3000 сирийских военнослужащих.
Основным вооружением сирийцев являлась артиллерия и танки (преимущественно Т-54, Т-55 и Т-62. Для огневой поддержки привлекались боевые вертолёты с авиабазы Раяк.

## Сражение

### Начало осады
Первые удары были нанесены силами сирийской военной разведки. Были убиты несколько активистов Катаиб и Национал-либеральной партии (НЛП). Вскоре после этого сирийцы организовали проникновение в Захле членов организации Свободные тигры — бывших боевиков национал-либеральной Милиции Тигров, которые после Резни в Сафре отказали подчиниться Баширу Жмайелю и вели вооружённую борьбу против «Ливанских сил».
22 декабря 1980 года «Свободные тигры» атаковали городскую штаб-квартиру НЛП. Завязалось крупное боестолкновение. Одновременно Захле атаковали сирийские войска. Атака была отбита «Ливанскими силами», находившиеся в Захле сирийцы также были выбиты из города. Сирийцы подвергли Захле шестичасовому артобстрелу, блокировали въезд в город и начали авиоблёты. Положение блокированной Захле осложняла холодная зима.

### Апрельские бои
Башир Жмайель направил на помощь Захле крупное соединение «Ливанских сил» — фалангистской милиции и Стражей кедров — под командованием Фуада Абу Надера. Был осуществлён трудный переход в заснеженных горах. Добравшись до города, Абу Надер перебросил в Захле 120 отборных боевиков во главе с фалангистом Джоем Эдде и крупную партию оружия.
Свой лагерь Абу Надер расположил в горах, расчистив снег бульдозерами, заминировав подходы и укрепив расположение. При этом Абу Надер создал также специальные «группы социальной помощи» для доставки в Захле продовольствия и медикаментов.
Прибытие отряда Абу Надера стало серьёзной неудачей сирийцев — не сумевших заблаговременно зафиксировать и остановить. После этого сирийцы ужесточили блокаду Захле и стали совершать рейды с убийствами и похищениями горожан. Были усилены подразделения на холмах, с которых велись обстрелы.
Руководство обороной Захле принял на себя опытный командир Джой Эдде, ветеран Битвы отелей и Стодневной войны. Важную роль в командовании «Ливанскими силами» играл Самир Джааджаа. Город был разделён на четыре укрепрайона — Восточный, Западный, Южный и Горный, в свою очередь делившиеся на секторы. За каждой территорией был закреплён отряд «Ливанских сил». Основную массу защитников составляли городские жители, организованные вокруг авторитетных семейств и христианских священнослужителей.
Упорные бои начались 1 апреля. В следующие два дня сирийцы предприняли массированную танковую атаку на Захле. «Ливанские силы» сумели её отбить, уничтожив 20 танков на мосту через реку Бердауни.

В ночь на 11 апреля Башир Жмайель обратился к защитникам Захлы: «Несколько часов дорога будет открыта. Можете уходить, это спасёт вам жизнь. Но если останетесь — без патронов, без хлеба, без воды — знайте: это придаст смысл всей шестилетней войне. Герои умирают, но не сдаются». Ему ответил командир Джой Эдде: «Остаёмся».

Срыв наступления побудил сирийское командование вернуться к тактике блокады. Бои завязались на холмах, окружающих город. 13-14 апреля Захле была практически полностью блокирована. В городе создалась обстановка, близкая к гуманитарной катастрофе.

### Тактика сторон

#### Методы ведения боёв
Сирийская оперативная тактика основывалась на интенсивных артиллерийских обстрелах с последующим массированным наступлением бронетехники и пехоты. При этом сирийское командование избегало прорыва в Захле, поскольку уличные бои неизбежно вели к неприемлемым потерям. Основное внимание уделялось захвату окружающих город холмов с тем, чтобы установить непроницаемую блокаду и принудить защитников к сдаче. При этом военные эксперты отмечали слабость оперативной координации.
«Ливанские силы» делали упор на противотанковую оборону, активные контратаки на холмах и выверенный артиллерийско-миномётный огонь. В городской черте с обеих сторон широко применялись снайперские обстрелы.

#### Системы связи
В качестве средств связи и сирийцы, и «Ливанские силы» использовали американские рации AN/PRC, полевые телефоны и скремблеры. Однако основной связью правохристиан были обычный телефон и голосовая перекличка.
Взаимный перехват информации обеими сторонами являлся обычным делом, к этому относились как к неизбежности и даже использовали для дезинформирования противника.

#### Разведка и пропаганда
Разведывательные службы с обеих сторон действовали весьма эффективно. И сирийцы, и ливанцы имели адекватное представление о силах и намерениях противника. Ошибка сирийской стороны была сделана не военной, а политической разведкой: она недооценила мотивированность и решимость защитников Захле.
Важную роль в сражении играла психологическая война. Сирийская пропаганда сводилась в основном к угрозам и призывам гражданскому населению покинуть Захле — что практически не давало эффекта. «Ливанские силы» действовали разнообразнее. В радиообращении к сирийским христианам ливанцы призывали их не поднимать оружие против братьев-единоверцев. Сирийских же мусульман призывали сражаться не в Ливане, а на Голанских высотах — «против настоящего врага Сирии». Имелся в виду Израиль, с которым ливанские правохристиане к тому времени тесно сотрудничали. При этом «Ливанские силы» вели активное вещание на Израиль, доказывая опасность сирийской военной экспансии для еврейского государства. Отдельно шло обращение к ООН и США с призывами остановить оккупацию и геноцид.

### Позиции внешних сил
Вступая в конфликт, Сирия рассчитывала на поддержку СССР, «Ливанские силы» — на Израиль и США. Однако Москва, Тель-Авив и Вашингтон были крайне недовольны конфликтом и стремились не допустить его эскалации. Администрация Рональда Рейгана и руководство КПСС опасались перерастания боёв в сирийско-израильское столкновение, которое неизбежно имело бы глобальные последствия.
Израильское вмешательство всё же состоялось. 28 апреля 1981 года сирийская авиация нанесла удар по Захле, после чего один вертолёт был сбит израильскими ВВС, ещё один сирийский вертолёт Ми-8Т был атакован, однако сирийский пилот капитан Мустафа Шибун смог уйти от израильских истребителей и совершить вынужденную посадку. В ответ на израильское вторжение Сирия вынуждена была ввести на территорию Ливана зенитно-ракетные комплексы. Правительство Менахема Бегина считало недопустимым применение сирийской авиации, которая могла угрожать израильтянам на Голанских высотах. Такая позиция имела серьёзное значение для хода боёв — сирийская сторона потеряла возможность использовать господство в воздухе.
Введённая на территорию Ливана сирийская группировка ПВО в течение мая заявила что сбила 6 израильских летательных аппаратов, 4 израильских потери были подтверждены.

### Прочность обороны

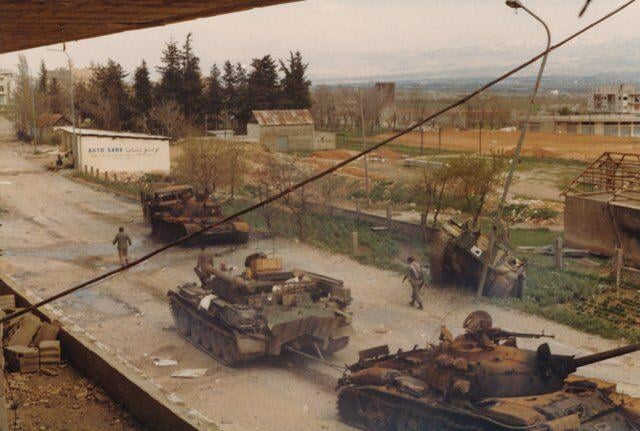
Те же самые позиции Сирийских войск немногим позже

В мае-июне 1981 завязалось сражение за Каа-эль-Рим — горный пригород Захле. Сирийский обстрел разрушил резервуары с питьевой водой и объекты пищепрома. Однако в результате ожесточённых боёв «Ливанские силы» и городское ополчение вновь выбили сирийцев из городской черты.
После этого сирийское командование сформулировало свои предложения по урегулированию. Они сводились к тому, что прилегающие к Захле холмы и дороги остаются под сирийским военным контролем, а в город будут введены формирования ливанской правительственной армии, причём под командованием лояльных Дамаску офицеров. Предложение было категорически отвергнуто Баширом Жмайелем. Бои возобновились, но ситуация кардинально не изменилась. Сирийские войска не смогли прорвать глубоко эшелонированную оборону «Ливанских сил».

## Итог
Договорённость о прекращении огня удалось согласовать 30 июня при посредничестве ЛАГ. Сирийские войска деблокировали Захлу и покидали окружающие город холмы. Формирования Ливанских сил  покидали Захлу, их заменяли ливанские правительственные силы — но не сторонники Сирии, а жандармы, союзные правохристианам.
Требование сирийцев передать им тяжёлое вооружение Ливанских сил  Башир Жмайель отверг. Более того, в нарушение договорённости он оставил в Захле небольшой отряд. В городе остались также те члены христианской милиции , кто был оттуда родом. Воспрепятствовать этому сирийская сторона не смогла.

Возвращение правохристианских бойцов из Захлы в Бейрут имело вид триумфа. «Отдыхайте, — сказал Башир солдатам. — Вы сохранили Захлу ливанской и свободной».

## Последствия и значение
Ливанские силы одержали в Битве при Захле важную стратегическую победу. Был сохранён правохристианский анклав в зоне сирийской оккупации, резко ограничена возможность дальнейшей сирийской экспансии. Правохристиане продемонстрировали способность на равных сражаться с регулярной армией Сирии. Резко возрос политический авторитет «Ливанских сил» и ведущих командиров, прежде всего Башира Жмайеля. Укрепился военно-политический альянс ливанских правохристиан с Израилем.
В сентябре 1985 года, когда во главе «Ливанских сил» стоял Элие Хобейка, занимавший просирийские позиции, город был без боя передан под контроль сирийской армии.
В современных партиях Катаиб и «Ливанские силы» торжественно отмечаются годовщины Битвы при Захле. Это событие рассматривается как «победа свободы и достоинства».